# Fuchiba tortilis
Fuchiba tortilis là một loài nhện trong họ Trachelidae.
Loài này thuộc chi Fuchiba. Fuchiba tortilis được miêu tả năm 2008 bởi Haddad & Lyle.